# Villaromagnano
Villaromagnano (La Vilëtta in piemontese) è un comune italiano di 653 abitanti della provincia di Alessandria in Piemonte, situato sulle colline a sud-est di Tortona, sul torrente Ossona.

## Origini del nome

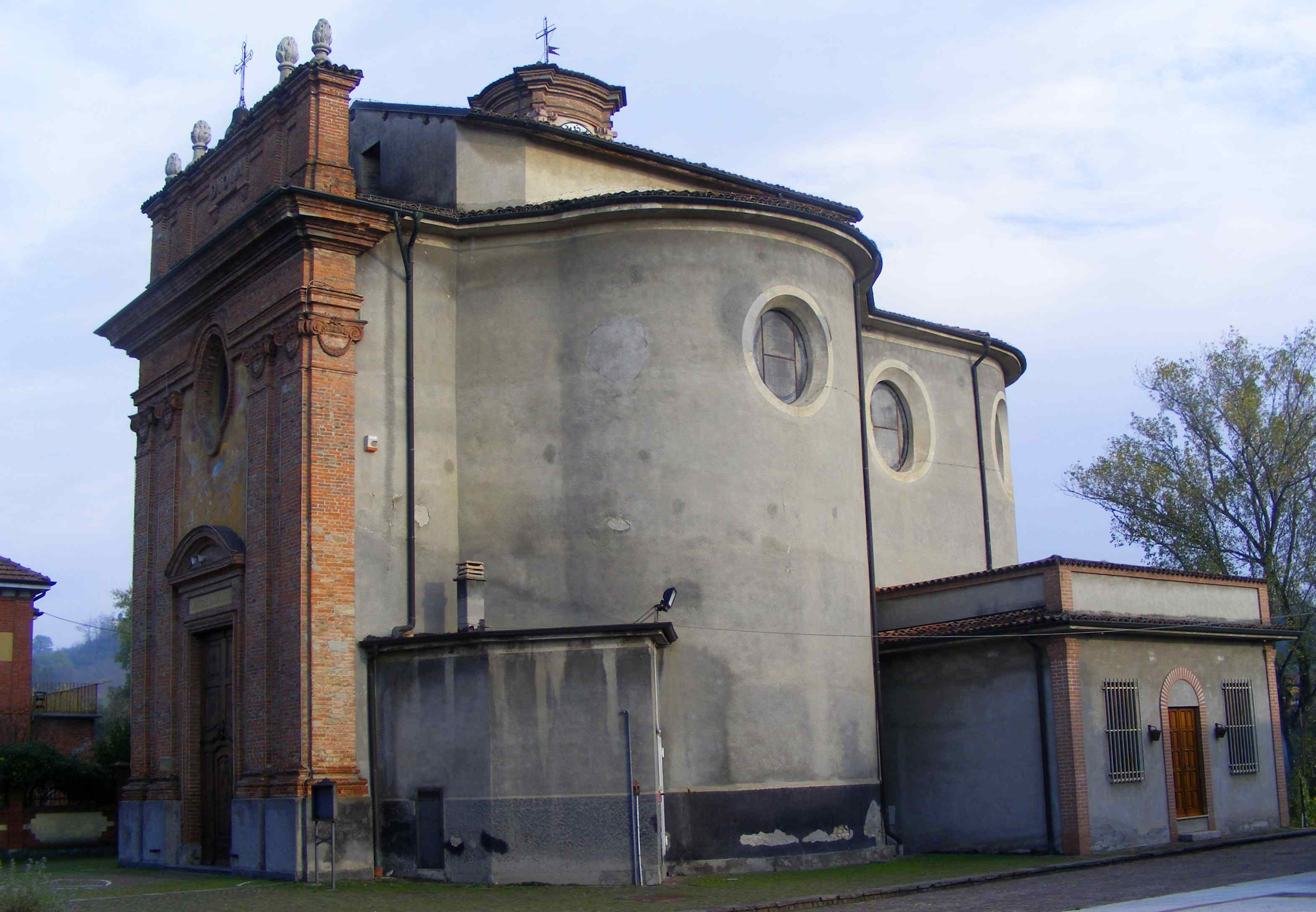
La chiesa parrocchiale

Prende il nome da villa romaniani nome che indicava un quadrilatero di case, addensate intorno ad un cortiletto centrale, dove sorgeva un grande parallelepipedo che fungeva da Torre.

## Storia
Un primo insediamento del capoluogo del comune risale ai tempi di Giulio Cesare dove erano presenti diverse "Villae".
 Successivamente con la fine dell'impero romano inizia la cristianizzazione del villaggio con l'erezione della chiese di San Michele e San Giovanni.

### Simboli
Lo stemma e il gonfalone sono stati concessi con decreto del presidente della Repubblica del 17 giugno 1968. Il gonfalone è un drappo troncato di bianco e di rosso.

## Monumenti e luoghi d'interesse
- Chiesa parrocchiale di San Michele Arcangelo, dedicata al santo patrono del paese
- Chiesa della Madonnina di Fonti, piccola chiesa presente nella frazione di Fonti

## Società

### Evoluzione demografica
Abitanti censiti

## Amministrazione

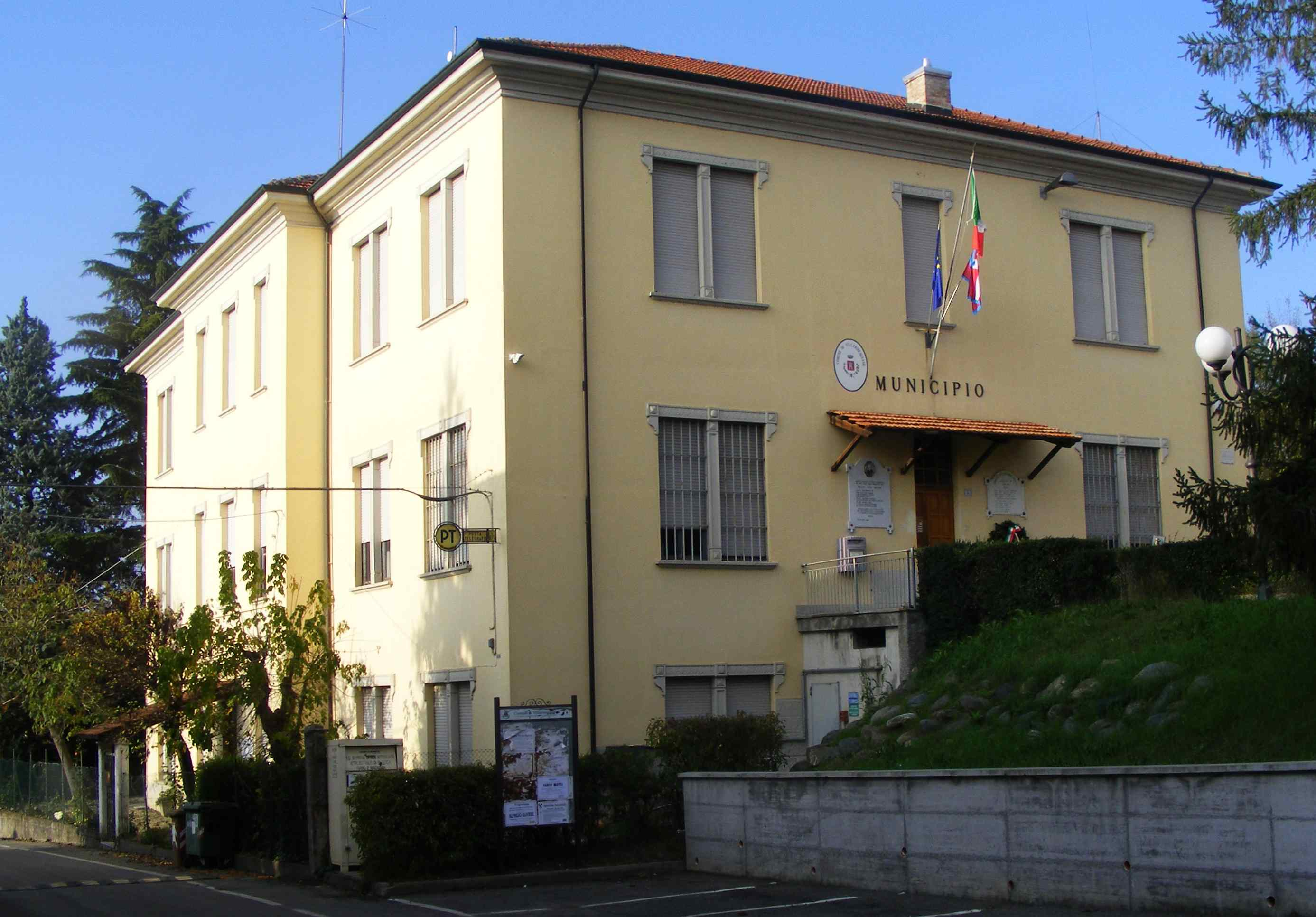
Il municipio

Di seguito è presentata una tabella relativa alle amministrazioni che si sono succedute in questo comune.
| Periodo        | Periodo        | Primo cittadino           | Partito                                     | Carica  | Note  |
| -------------- | -------------- | ------------------------- | ------------------------------------------- | ------- | ----- |
| 20 giugno 1985 | 26 maggio 1990 | Bruno Gatti               | Partito Socialista Democratico Italiano     | Sindaco | [ 6 ] |
| 26 maggio 1990 | 24 aprile 1995 | Bruno Gatti               | Partito Socialista Democratico Italiano     | Sindaco | [ 6 ] |
| 24 aprile 1995 | 14 giugno 1999 | Carlo Borasi              | centro-sinistra                             | Sindaco | [ 6 ] |
| 14 giugno 1999 | 14 giugno 2004 | Carlo Agostino Borasi     | lista civica                                | Sindaco | [ 6 ] |
| 14 giugno 2004 | 8 giugno 2009  | Giuliano Albertino Guerci | lista civica                                | Sindaco | [ 6 ] |
| 8 giugno 2009  | 25 maggio 2014 | Giuliano Guerci           | lista civica Campanile tra fronde di alloro | Sindaco | [ 6 ] |
| 26 maggio 2014 | 27 maggio 2019 | Giuliano Guerci           | lista civica Campanile tra fronde di alloro | Sindaco | [ 6 ] |
| 27 maggio 2019 | 9 giugno 2024  | Luciano Pavese            | lista civica                                | Sindaco | [ 6 ] |
| 9 giugno 2024  | in carica      | Filippo Alberto Fava      | lista civica Continuiamo insieme            | Sindaco | [ 6 ] |

## Sport

### Calcio
La principale squadra di calcio della città è l'Associazione Sportiva Dilettantistica Villaromagnano Calcio, mai spintasi oltre le divisioni dilettantistiche a carattere locale.